# VeggieTales

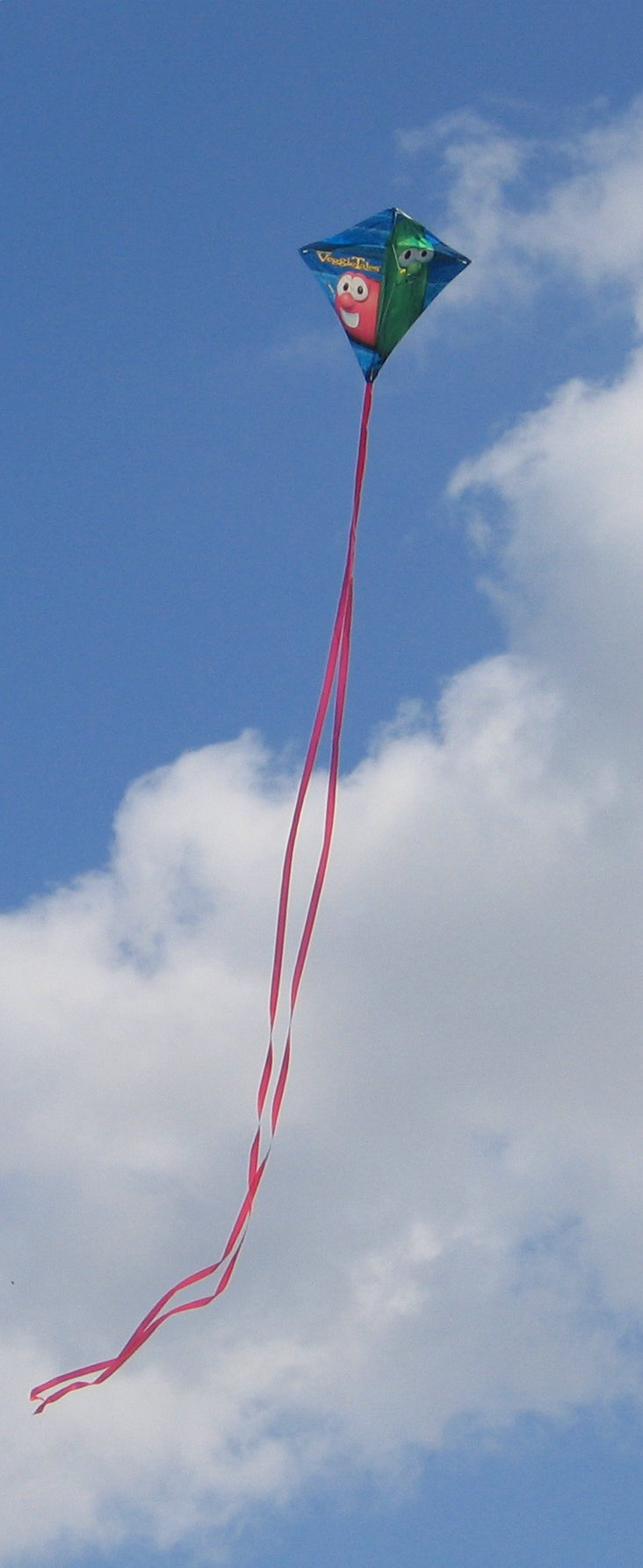
Una cometa de VeggieTales con los protagonistas Bob el tomate y Larry el pepino.

VeggieTales es una serie estadounidense de películas creados por computadora cuyos personajes son frutas y vegetales antropomórficos que cuentan y actúan en historias que transmiten temas morales basados en la cultura cristiana. Las historias contienen temas morales basados en el cristianismo, usualmente compatibles con el judaísmo, mezclados con referencias satíricas a la cultura popular y a eventos de actualidad. VeggieTales fue creado por Phil Vischer y Mike Nawrocki, quienes también dan las voces a varios personajes. La serie está dirigida a niños de 3 años en adelante. Los episodios con frecuencia cuentan y recrean historias de la Biblia anacrónicamente reformuladas e incluyen referencias cómicas a la cultura popular, mientras que en otras ocasiones llegar a contar cuentos conocidos o historias completamente originales del programa mismo. La serie fue desarrollada por Big Idea Entertainment y es propiedad de NBCUniversal . Se emitió por primera vez el 21 de diciembre de 1993. El 26 de noviembre de 2014, Netflix, junto a estrenaron una nueva versión de VeggieTales llamada VeggieTales in the House, y su continuación Veggietales in the City estrenada el 15 de septiembre de 2017.

## Historia
La idea de VeggieTales se originó a comienzos de la década de 1990, cuando Phil Vischer estaba probando programas de animación como un medio para crear videos para niños. Debido a las limitaciones del Softimage 3D, optó por evitar crear personajes con brazos, pies y cabello. Su primer modelo de animación fue una barra de dulce antropomórfica. Pensó que era una buena idea, hasta que su esposa le dijo: "Sabes, los padres se van a enojar si haces que sus hijos se enamoren de las barras de dulces." Tomando este consejo, Vischer optó por usar exactamente lo contrario: vegetales. El elenco de actores de voz de los primeros videos de Veggietales provenía principalmente de amigos de Phil Vischer como Dan Anderson y Jim Poole que colaboraron con Vischer en dramas en su iglesia local. Softimage 3D siguió usándose para episodios posteriores hasta 1999, cuando fue reemplazado por Maya. 
Originalmente distribuidos en formato directo a video, la serie debutó en diciembre de 1993, siendo entregada en VHS y subsiguientemente en DVD. El propósito de la serie era producir videos para niños que contuvieran mensajes de temas morales cristianos y enseñara valores bíblicos. La serie animada contiene historias contadas por personajes vegetales recurrentes que viven en una cocina. El programa fue ofrecido en el mercado de distribución directo a video, siendo el primer programa de 30 minutos, Where's God When I'm S-Scared?, estrenado en julio de 1993. Desde ese entonces, Big Idea ha estrenado 47 episodios de VeggieTales. Además de estos episodios, hay doce compilaciones que combinan material ya estrenado, y dos películas, Jonah: A VeggieTales Movie y The Pirates Who Don't Do Anything: A VeggieTales Movie.
Desde el 9 de septiembre de 2006 hasta septiembre de 2009, VeggieTales apareció en el bloque de programación infantil Qubo de la cadena NBC. El 30 de septiembre de 2008, Big Idea dijo que Mike Nawrocki crearía una "serie original para la televisión de VeggieTales," aunque no se ha sabido más sobre eso. Desde 2009, el programa de televisión fue trasladado al canal Gospel Music Channel. La serie continuo estrenando nuevos episodios en DVD, mientras aparecía en televisión hasta 2015 con su último capítulo Noah's Ark. VeggieTales también ha publicado libros, videojuegos, CD de música y en otros productos como juguetes, ropa y semillas para vegetales y flores.
Tras el lanzamiento del episodio Noah's Ark en 2015 , Big Idea anunció que no hay ningún nuevo plan para más lanzamientos de videos caseros de VeggieTales, aparentemente centrándose únicamente en la serie de Netflix. En junio de 2017, Mike Nawrocki apareció en el programa de entrevistas cristianas Today's Life y dijo "si alguna vez hay una oportunidad de hacer algo relacionado con VeggieTales nuevamente, me encantaría hacer eso".  La segunda y última temporada de VeggieTales in the City posteriormente se estrenó en Netflix a finales de 2017. En el 2018, Christian Worldview Film Festival, Mike Nawrocki confirmó que ya no estaba trabajando en VeggieTales , y que no había nada en producción. Phil Vischer declaró que no volvería a trabajar en nuevos episodios.

## Personajes

#### Principales
- Bob el tomate (introducido en 1992): Es un tomate rojo curioso y honesto. El, junto a Larry, introducen la mayoría de historias al principio de los episodios y concluyen al final con una enseñanza bíblica. También desempeña muchos papeles como personaje en las historias, que en su mayoría siempre es el personaje más maduro. Al inicio de cada capítulo, él y Larry leen una carta en un mostrador de cocina (siendo en gran medida un escenario estándar en Veggietales) que fue escrita por algún niño con alguna pregunta o problema. En Veggietales in the House, el es un poco menos inteligente a comparación de la serie original, pero todavía sigue siendo formal y colaborador con sus amigos.
- Larry el pepino (introducido en 1991): Es un pepino verde que es el mejor amigo de Bob. En la introducción, el toca el tema principal con una tuba, mientras los demás personajes la cantan. A menudo es el protagonista en la mayoría de historias, y el presentador del segmento Silly Songs with Larry, en el cual, Larry interpreta varios números musicales con varios estilos y contenidos. Se le considera el protagonista de Veggietales ya que el a aparecido sin falta en todos los episodios, y también a Tiene un alter ego de superhéroe llamado LarryBoy (ChicoLarry en Latinoamérica), que contó con su propio spin-off Larryboy: The Cartoon Adventures. Larry también tiene otros papeles recurrentes, como "Minessota Cuke" (una parodia a Indiana Jones) o Elliot en Los piratas que no hacen nada. En Veggietales in the House, Larry tiene una personalidad más enérgica, loca e infantil.
- Junior Espárrago (introducido en 1992): Es un niño espárrago verde de 5 años. Él ha protagonizado en varios episodios como en Where's God When I'm S-Scared? o en Dave and the Giant Pickle, y en los primeros capítulos, él era un protagonista como Bob y Larry, apareciendo en al menos un segmento en cada episodio. A medida que la serie fue evolucionando, su papel fue rebajando a secundario hasta que en Esther...The Girl Who Became Queen, donde Júnior no apareció. Sin embargo, Júnior siguió teniendo papeles protagónicos como en Pistachio: The Little Boy That Woodn't y en The Little Drummer Boy. Júnior se le ha visto en varias ocasiones con sus padres Papá Espárrago y Mamá Espárrago. En Veggietales in the House, Júnior se volvió más cercano a Larry, y también tiene un alter ego de superhéroe llamado "Júnior Jetpack", siendo el asistente de Larryboy.
- Archibald Espárrago (introducido en 1992): Es un espárrago verde británico con un rol estereotípico de un "adulto" con educación clásica que contrasta con el resto de sus coprotagonistas, ya que hasta tiene un monóculo y un corbatín rojo. Archibald apareció por primera vez en Where's God When I'm S-Scared?, donde interpretó al rey Darío en el segmento de Daniel en el pozo de los leones. Este episodio también acuñó su diálogo continuo hacia Larry el pepino sobre que sus canciones tontas son "demasiado tontas".  Archibald tiene un papel recurrente como mayordomo de LarryBoy y fue el personaje principal en Jonah: A VeggieTales Movie. En Veggietales in the House, Archibald es el alcalde del pueblo en donde las frutas y vegetales habitan.
- Laura Zanahoria (introducida en 1995): Es una zanahoria naranja con cabellera amarilla de 6 años y es la mejor amiga de Júnior. Ella apareció por primera vez en Are You My Neighbor? como personaje secundario y obtuvo su primer papel importante en Rack, Shack and Benny. Generalmente es utilizada cuando hay una protagonista femenina, por ejemplo en Princess and the Popstar.
- Sr. Lunt (introducido en 1995): Es una calabaza amarilla hispana decorativa (aunque también se parece a una cebolla) que creció en Nueva Jersey. A menudo aparece como el asistente del Sr. Nezzer y ambos fueron presentados en Rack, Shack and Benny, y los dos solían ser utilizados como los malos en los primeros episodios de VeggieTales. El Sr. Lunt también aparece como Sedgewick, en Los piratas que no hacen nada. En Veggietales in the House, el trabaja como vendedor ofreciendo varios productos, aunque también se le ve realizando otros trabajos.
- Jimmy y Jerry Calabaza (naranja y amarillo) (introducidos en 1995) son dos hermanos calabazas
- Madame Blueberry (azul con cabellera marrón y amarilla) (introducida en 1998)
- Petunia Ruibarbo (verde con cabellera roja) (introducida en 2005): Es una de las mejores amigas de Larry. Generalmente hace papeles secundarios, pero en algunos episodios, como en Sweetpea Beauty, es personaje principal
- Pa Uva (verde) (introducido en 1994)
- Sr. Nozor o Sr. Nezzer (verde) (introducido en 1995)
- Los guisantes franceses (Jean Claude y Philipe) (verdes) (introducidos en 1996)
- Qwerty (gris) (introducido en 1993)

#### Secundarios
- Mamá Espárrago (verde) (introducida en 1993) y Papá Espárrago (verde) (introducido en 1993)

- Las Cebolletas (verdes) (introducidos en 1993)

- Papá Zanahoria (naranja) (introducida en 1995) y Mamá Zanahoria (naranja con cabellera amarilla) (introducida en 1996)

- Scooter (naranja) (introducido en 1995)

- Abuelo George (verde) (introducido en 1995)

- Annie Cebolleta  (verde) (introducida en 1996)

- Lovey Espárrago (verde) (introducida en 1994)

- Khalil (azul) (introducido en 2002)
- Percy Guisante (verde) (introducida en 1996)
- La Familia Uva: Ma Uva, Tom Uva y Rosey Uva (verdes) (introducidos en 1994)
- Snoodle Doo (celeste) (introducido en 2004)
- Phil Winkelstien (verde) (introducidos en 1993)
- Lenny Zanahoria (naranja) (introducido en 1995)
- Bebe Lou Zanahoria (naranja) (introducido en 1996)
- Henry la Patata (marrón) (introducida en 1994)
- Charles Pincher (verde) (introducido en 2002)
- El Melocotón (naranja) (introducido en 1995)

Personajes de Veggietales in the House
Todos introducidos en 2014 respectivamente:
- Ichabeezer
- Bacon Bill (Tom Tocino) en Hispanoamérica
- Tina Celerina
- Motato (Matato) en Hispanoamérica

## Producción
- Escrita y dirigida por: Phil Vischer, Mike Nawrocki
- Historia Original: Phil Vischer, Mike Nawrocki
- Canción producida por: Kurt Heinecke
- Compositores Musicales: Phil Vischer, Lisa Vischer, Mike Nawrocki, Kurt Heinecke
- Productor Musical: Kurt Heinecke
- Directores de Arte: Phil Vischer, Chris Olsen, Mike Nawrocki, Joseph Sapulich
- Diseño: Phil Vischer, Kurt Heinecke
- Diretor de Animación: Chris Olsen
- Animadores: Tom Danen, Robert Ellis, Heather Jones, Mike Nawrocki, Chris Olsen, Phil Vischer
- Editor de Imagen: Lesly Benodin
- Voces: Phil Vischer, Mike Nawrocki, Lisa Vischer, Dan Anderson, Kristen Blegen, Gail Freeman, Gretchen Heinecke, Heidi Landis, Jeff Morrow, Bridget Power, Mike Sage, Shelby Vischer, Alejandro Trejo, Jorge Araneda, Omar López,  Gianina Talloni, Javier Rodríguez, Carmen Disa Gutiérrez, Sandro Larenas
- Cantantes: Tatiana Bustos, Roberto Sánchez , Ricardo Álvarez
- Editor de audio y video: Mike Nawrocki
- Render y Composición: Lesly Benodin
- Músicalización: Kurt Heinecke
- "Grandes cosas también" Letra y Música: Phil Vischer
- Arreglos y Producción: Kurt Heinecke
- Asesora de Contenido: Scottie May
- Consultora Educacional: Scottie May
- Versión en Español Coordinador y Productor Ejecutivo: Luis Fernández
- 1993 Big Idea Productions

## Canciones
- Canción de Bienvenida (VeggieTales)
- Silly Songs With Larry

## Episodios
Nota: Estos son solo los episodios que fueron doblados al español. Los episodios que se han transmitido en la serie de televisión en Latinoamérica están especialmente marcados con un aviso.
- Where's God When I'm S-Scared? (¿Dónde está Dios cuando tengo m-miedo? en Latinoamérica)
- God Wants Me to Forgive Them!?! (¿¡¿Quiere Dios que los perdone?!? en Latinoamérica)
- Are You My Neighbor? (¿Eres mi prójimo? en Latinoamérica)
- Rack, Shack and Benny (Drac, Sac y Benny en Latinoamérica)
- Dave and the Giant Pickle (David y el Pepino Gigante (doblaje original)/Dave y el Pepinillo Gigante (redoblaje) en Latinoamérica)
- The Toy That Saved Christmas (El juguete que salvó la Navidad en Latinoamérica)
- Very Silly Songs (Canciones Supertontas en Latinoamérica)
- Larry-Boy and the Fib from Outer Space (Chico Larry y La Fiba Espacial (original)/Larry-Boy y la Fib del espacio exterior en Latinoamérica (VeggieTales en TV))
- Josh and the Big Wall (¡Josué y el Gran muro!. en Latinoamérica)
- Madame Blueberry (Doña Mora  (original)/misma traducción en Latinoamérica(VeggieTales en TV))
- The End of Silliness (El Final de Las Locuras en Latinoamérica)
- Larry-Boy and the Rumor Weed (Chico Larry y la Herbita Inrumorable (original)/Larry-Boy y la cizaña de los rumores en Latinoamérica (VeggieTales en TV))
- King George and the Ducky (El Rey Jorge y el Pato(original)/El Rey Jorge y el patito en Latinoamérica (VeggieTales en TV))
- Esther... The Girl Who Became Queen (Esterena... la Chica que Se Volvió en Reinita (original)/"Ester... la niña que se convirtió en Reina" (VeggieTales en TV) en Latinoamérica)
- Lyle the Kindly Viking (Lilo el Vikingito (original)/Lyle el vikingo amable en Latinoamérica)
- The Ultimate Silly Song Countdown (Canciones Cliptasticas en Latinoamérica)
- The Star of Christmas (La Estrella de Navidad en Latinoamérica)
- Sumo of Opera (Sumo de la opera en Latinoamérica)
- Duke and the Great Pie War (Duque y la Gran Guerra del Pastel en Latinoamérica)
- Lord of the Beans (El Señor de los Frijolitos en Latinoamérica)
- Sheerluck Holmes and the Golden Ruler (Sheerluck Holmes y la regla de oro en Latinoamérica)
- The Ballad of Little Joe (La Balada de Juanito (original)/La balada del pequeño Joe en Latinoamérica)
- An Easter Carol (Un villancico de Pascua en Latinoamérica (VeggieTales en TV))
- A Snoodle's Tale (Un Cuento de Snoodle (original)/El pequeño Snoodle en Latinoamérica)
- Minnesota Cuke and the Search for Samson's Hairbrush (Minnesota Cuke y la búsqueda por el cepillo de Sansón en Latinoamérica)
- Gideon: Tuba Warrior (Gedeón: El guerrero de las tubas en Latinoamérica)
- Moe and the Big Exit (Moe y el gran escape en Latinoamérica)
- The Wonderful Wizard of Ha's (El maravilloso mago de Ha's en Latinoamérica)
- Larryboy and the bad apple (Larryboy y la manzana malvada en Latinoamérica)

## Películas
- Jonah: A VeggieTales Movie (Jonás: Una película de los VeggieTales en Latinoamérica)
- The Pirates Who Don't Do Anything: A VeggieTales Movie (Los piratas que no hacen nada: Una película de los VeggieTales en Latinoamérica, y VeggieTales, la película: Piratas con alma de héroes en España).

## Curiosidades
- Originalmente algunos objetos de cocina aparecerían como personajes (un tostador, un salero, un pimentero y un horno microondas) que interactuarian con los protagonistas, pero la idea quedó descartada dado que eran muy difíciles de animar, de hecho, el tostador aparece en un folleto que venia en los primeros VHS de Where's God When I'm S-Scared?. En su lugar, todos los objetos fueron remplazados por Qwerty,
- Curiosamente, a pesar de que sea un programa sobre vegetales, la mayoría de protagonistas son frutas, ya que los tomates, pepinos y calabazas científicamente están clasificados como frutas, y también contando a Pa Uva y Madame Blueberry que son una uva y un arándano respectivamente.
- En el doblaje latino de los primeros capítulos, Bob se refería al programa como "VerdiCuentos" en vez de VeggieTales. Otro caso parecido es el de que Qwerty era llamado "Coco". Después de varios capítulos, se usaron los respectivos nombres en inglés.
- Larryboy solo tendría una aparición, pero fue tanta su popularidad que prefirieron conservarlo.
- Phil Vischer dijo que el Sr. Nezzer está inspirado en el Oogie Boogie de The Nightmare Before Christmas.
- En God Wants Me to Forgive Them!?!, Qwerty está jugando Pong cuando Bob y Larry le preguntan cuantas veces es necesario perdonar.
- El nombre de Qwerty se origina de las primeras seis letras en un teclado de computadora estándar (q,w,e,r,t,y)
- En 1998 apareció un piloto animado directo a video llamado Dorbees: Making decisions, siendo este un plagio a Veggietales, sin embargo, este término siendo un rotundo fracaso.
- También hay un plagio árabe de VeggieTales de 2001 llamada Wuz Wuz & Bott Bott, solo que en vez de frutas y verduras, son Muñecos de Porcelana.
- Bob el Tomate hace un cameo en el episodio The Amazing Carnival of Complaining de 3-2-1 Penguins!, Otra serie producida por Big Idea Entertainment.
- Se rumoreaba que existía un doblaje castellano con el nombre de Los VegeTales (en España, "verduras" es la palabra correcta). No sería hasta 2018 que se confirmara que era falso.
- Fue la primera serie animada en tener 3 doblajes (Chile, Ecuador y Miami) el primer doblaje realizado en Chile se hizo en DINT Doblajes Internacionales, el segundo doblaje realizado en Ecuador se hizo en HCJB - Televoandes y el tercer doblaje hecho en Miami se hizo en la desaparecida empresa de doblaje BVI Comunications Inc.